# Tiemen Groen
Tiemen Groen (* 6. Juli 1946 in Follega, heute Teil von De Fryske Marren; † 26. Oktober 2021 in Malmesbury, Südafrika) war ein niederländischer Radrennfahrer und Weltmeister.
In den 1960er Jahren war Tiemen Groen einer der beherrschenden Amateur-Rennfahrer auf der Bahn in den Niederlanden. Dreimal wurde er Weltmeister der Amateure in der Einerverfolgung und viermal holte er in dieser Disziplin sowie im 1000-Meter-Zeitfahren den niederländischen Titel. 1966 belegte er zudem bei den UCI-Straßen-Weltmeisterschaften in Köln mit der niederländischen Mannschaft den zweiten Platz im Mannschaftszeitfahren.

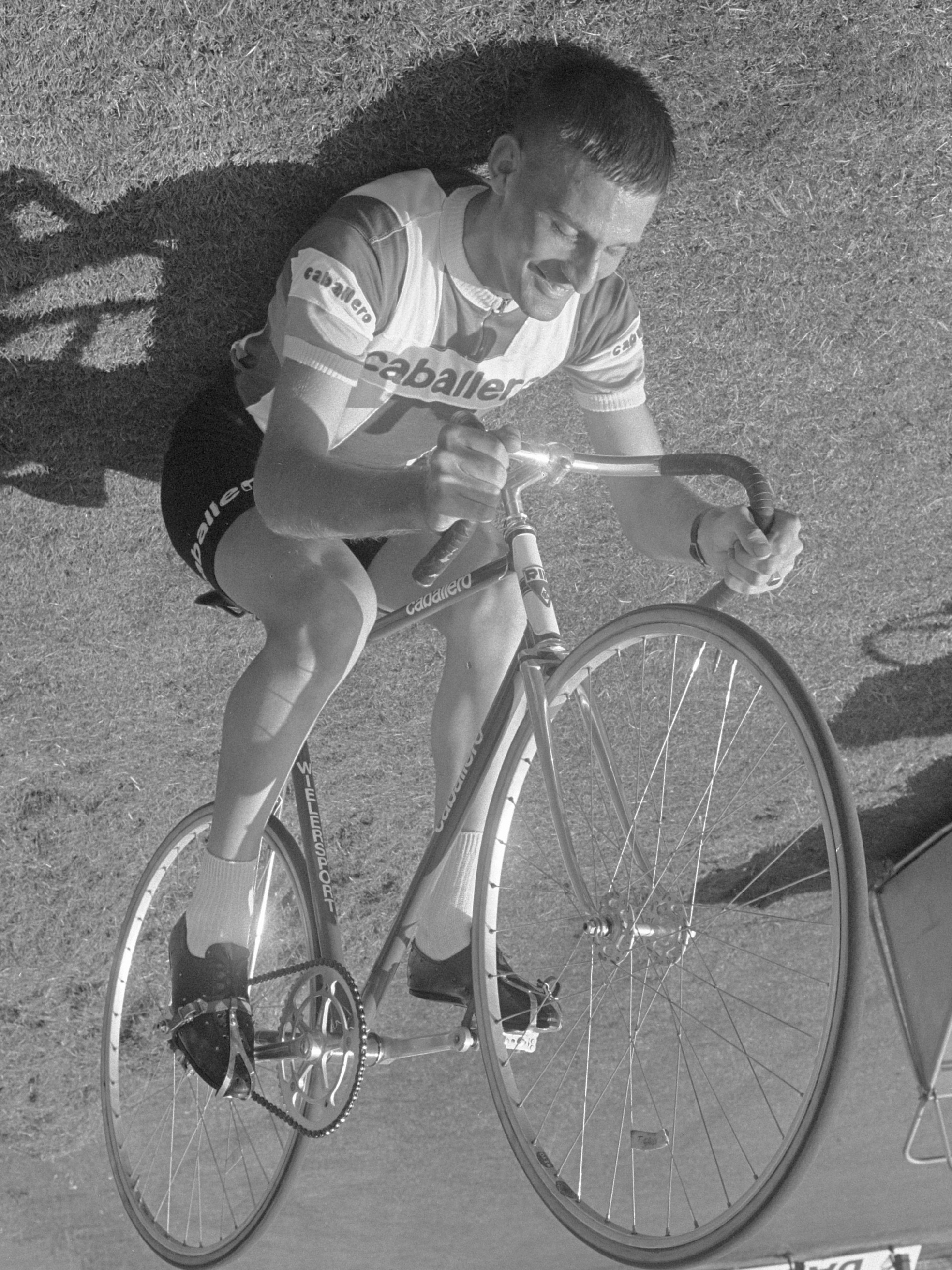
Tiemen Groen (1967)

Groen nahm an den Olympischen Spielen 1964 in Tokio teil und belegte als Goldfavorit in der Einerverfolgung lediglich Platz 4. Es gab öffentliche Vermutungen, der Sieger des Halbfinales, Giorgio Ursi, sei gedopt gewesen. Andere Quellen sprechen davon, dass Groen großes Heimweh bekam. Obwohl sein Vater, ein friesischer Bauer, schnellstens aus den Niederlanden angereist sei, habe der Sohn seine Leistung nicht abrufen können.
1967 wurde Groen Profi und errang im selben Jahr den Weltmeistertitel in der Einerverfolgung. 1968 konnte er an seine Erfolge nicht anknüpfen, eine Nasenoperation führte zu einem mehrmonatigen Trainingsausfall. Er fühlte sich in der Profi-Szene jedoch insgesamt unwohl und beendete im Jahr darauf seine Karriere. Sein bestes Ergebnis bei Straßenrennen als Profi war der 8. Platz im Grand Prix des Nations beim Sieg von Felice Gimondi 1967.
Er eröffnete einen Antiquitätenhandel. Von 1986 bis 1995 reiste er in einem Lastwagen mit Wohnwagenanhänger um die Welt und schickte die Antiquitäten, die er unterwegs fand, in die Niederlande zum Verkauf. 1995 reiste Tiemen Groen nach Südafrika und lebte seitdem dort. Er setzte sich öffentlich für die Rechte der schwarzen Bevölkerung ein.